# Шаюнов, Юрий Викторович
Юрий Викторович Шаюнов (бел. Юрый Віктаравіч Шаюноў; род. 22 октября 1987, Минск) — белорусский легкоатлет, специалист по метанию молота. Выступал за сборную Белоруссии по лёгкой атлетике в 2000-х и 2010-х годах, победитель Универсиады в Белграде, двукратный чемпион Европы среди молодёжи, победитель и призёр первенств национального значения, участник четырёх чемпионатов мира. Мастер спорта Республики Беларусь международного класса.

## Биография
Юрий Шаюнов родился 22 октября 1987 года в Минске.
Проходил подготовку в минской СДЮШОР № 1 и в МГЦОР по лёгкой атлетике «Атлет», тренировался у своего отца В. М. Шаюнова, а также у С. И. Шаюновой и Н. В. Тарасевич.
Впервые заявил о себе на международном уровне в сезоне 2004 года, когда вошёл в состав белорусской национальной сборной и выступил в метании молота на юниорском мировом первенстве в Гроссето.
В 2005 году выиграл бронзовую медаль на юниорском европейском первенстве в Каунасе.
В 2006 году на юниорском мировом первенстве в Пекине стал четвёртым.
В 2007 году на молодёжном европейском первенстве в Дебрецене с результатом 74,92 превзошёл всех соперников и завоевал золото.
В 2008 году победил в молодёжной категории на Кубке Европы по зимним метаниям в Сплите.
В 2009 году был лучшим среди молодёжи на Кубке Европы по зимним метаниям в Пуэрто-де-ла-Крусе, с личным рекордом и третьим результатом мирового сезона (80,72) одержал победу на Мемориале Ромуальда Клима в Минске, победил на Универсиаде в Белграде и на молодёжном европейском первенстве в Каунасе. Благодаря череде удачных выступлений удостоился права защищать честь страны на чемпионате мира в Берлине — на предварительном квалификационном этапе метания молота показал результат 71,37 метра, чего оказалось недостаточно для выхода в финал.
В 2010 году стал серебряным призёром на Кубке Европы по зимним метаниям в Арле, выступил на чемпионате Европы в Барселоне.
В 2011 году получил серебро на Кубке Европы по зимним метаниям в Софии, принимал участие в чемпионате мира в Тэгу — на сей раз благополучно преодолел предварительный квалификационный этап, но в финале провалил все три свои попытки.
На чемпионате Европы 2012 года в Хельсинки в финал не вышел.
В 2013 году стал пятым на командном чемпионате Европы в Гейтсхеде, четвёртым на Универсиаде в Казани, занял 12-е место на чемпионате мира в Москве.
В 2014 году среди прочего взял бронзу на Мемориале братьев Знаменских в Жуковском.
На чемпионате мира 2015 года в Пекине метнул молот на 72,87 метра и в финал не вышел.
За выдающиеся спортивные достижения удостоен почётного звания «Мастер спорта Республики Беларусь международного класса».